# Parnarama
Parnarama is een gemeente in de Braziliaanse deelstaat Maranhão. De gemeente telt 36.300 inwoners (schatting 2009).